# National Highway 14
National Highway 14 (NH 14) ist eine Hauptfernstraße im Westen des Staates Indien mit einer Länge von 450 Kilometern. Sie beginnt in Beawar im Bundesstaat Rajasthan am NH 8 und führt nach 310 km durch diesen Bundesstaat weitere 140 km durch den benachbarten Bundesstaat Gujarat, wo sie in Radhanpur am NH 15 endet.